# Harlem (музичний ансамбль)
Гарлем (Harlem) — польська рок-група, утворена в 1993 році вокалістом Річардом Волбахом, гітаристом Христофором Яворським, ударником Ярославом Зданкєвічем, а також контрабасистом Веславом Салатою.

## Історія
У 1994 році Веслава замінив Станіслав Чечот, надаючи групі нинішнє, характерне звучання. У своєму доробку ансамбль має п'ять виданих платівок, а також тисячі концертів на найбільших польських сценах (між іншим, в Сопоті — в Лісовій Опері, на Зупинці Вудсток — в Жарі, Фестиваль Польської Пісні — в Ополк, Ольштинській Блусовій Ночі — в Ольштині).
Дебютною платівкою Гарлему є "Дзеркала", записані в Про Саунд Студії (Pro Sound Studia) Радіо Ольштин. Видана через компанію ЕурокомМюзік (EurocomMusic) в 1995 році. Пісні з цієї платівки ("Хедоне", "П'ята тридцять", "Блюз про зраду" і "Бінго") до сьогодні грають на концертах. Гарлем часто запрошують на з’їзди мотоциклістів. 
Другою платівкою ансамблю є "Безсонні ночі" видані в 1998 році через НюАкшин/ПоматонЕМІ (NewAction/PomatonEMI). Записана в Люблінському Студіо Хендрікс, під наглядом Юрія Янічевського, додала групі популярні пісні, такі як "Кора" і "Як сновида".
У 2000 році вийшла наступна платівка "Амулет". Найвідоміші пісні — це "Я щось пив" та "Коли горянин вмирає".
Спеціальним відвідувачем на цій платівці був Мацей Балцар. Його характерний голос чути в таких піснях як "Я біжу", "Я вірю в себе".
П’ята платівка ольштинських рокменів "Небо наді мною". З 2007 року — це об'єднання рокової традиції, а також сучасної техніки записувань. Динамічний і дуже експресивний твір „Серце як каміння”, то міцний пункт цієї платівки. Величезні можливості голосу й інтерпретацію Петра Цуґовського, ми можемо також побачити у творі „Правда надвоє”.
У 2004 році гурт виступав на розігріві у Deep Purple під час концерту на стадіоні Legia у Варшаві.
Нинішній склад групи:
- Кшиштоф Яворський "Джавор" — електрична гітара
- Ярослав Зданкевич "Ярцись" — перкусія
- Войцєх Кузик "Пузон" — басова гітара
- Цезари Казмєрчак-"Каз" — клавішні інструменти
- Якуб Веіґел "Кюбек" — спів, акустична гітара

Альбоми
- Дзеркала (1995)
- Безсонні ночі (1998)
- Амулет (2000)
- Цей Харлем (2004)
- Небо наді мною (2007)